# Chapelle Sainte-Bathilde de Chelles
La chapelle Sainte-Bathilde était  située à Chelles dans le département français de Seine-et-Marne, en région Île-de-France. Un nouveau projet va bientôt voir le jour en remplacement de la chapelle, un centre ecclésial d'une capacité de 800 places. 

## Historique
La première chapelle fut édifiée en 1915 sur l’emplacement d’une ancienne grange louée dans une propriété boulevard de la gare.
Déjà, quelques années auparavant, l’abbé Bonno curé de Chelles de 1899 à 1911 et son successeur l’abbé Danger avaient penser élever une chapelle de secours sans que ces projets voient le jour.
Ce local, peu accessible car situé à une vingtaine de mètres du boulevard et séparé par une cour et une maison d’habitation, reçue le nom de sainte Bathilde. La chapelle fut appelée ainsi en référence à sainte Bathilde, épouse de Clovis II et reine des Francs, morte en 680 à Chelles. La bénédiction et l’inauguration de la chapelle se déroula  le 18 juin 1916.
Le 17 mai 1922, un groupe d’une dizaine de personnes créé une “Société civile immobilière paroissiale” et se porte acquéreur le 24 septembre 1923 de la totalité de la propriété : maisons, grange et terrains. Dans la continuïté, une partie est ajoutée à l’est du bâtiment (coté parc), l’accès se faisant latéralement par un couloir coté sud. 

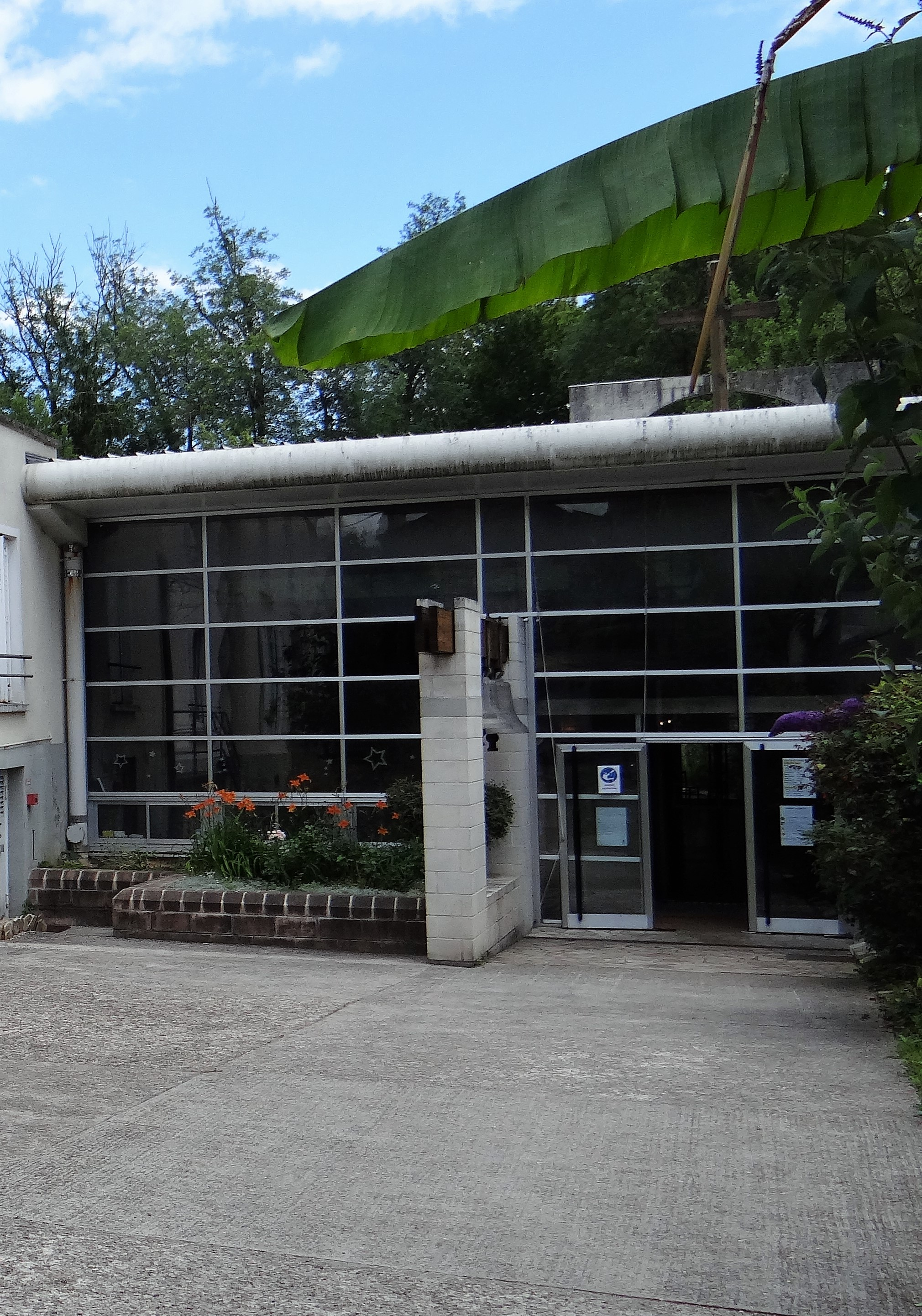
Entrée avec le carillon.
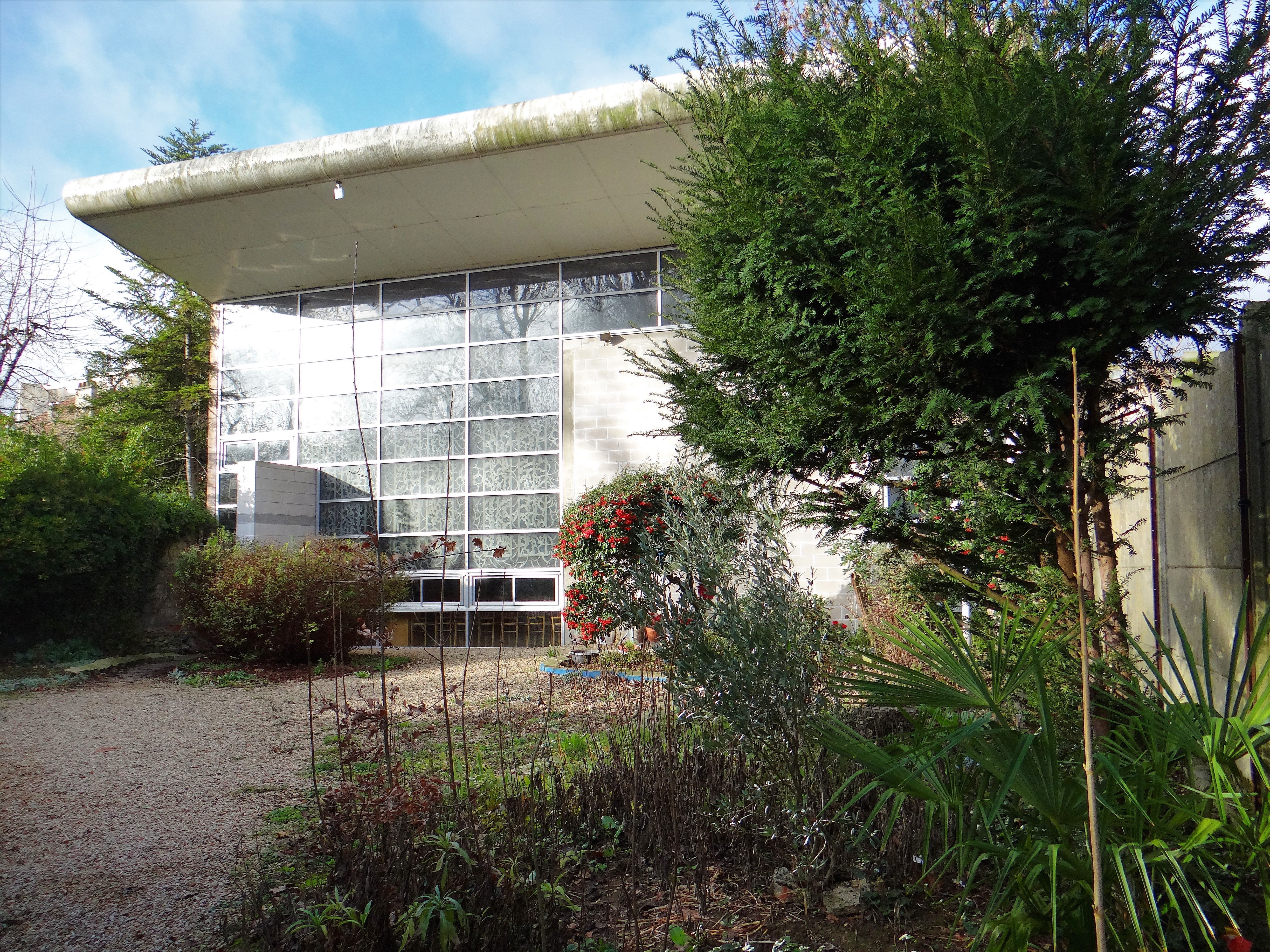
Vu coté parc du Souvenir.

En 1960, des travaux d’agrandissement sont engagés et se poursuivent jusqu’en 1962, avec l’acquisition d’un nouvel autel en chêne et de nouvelles chaises en mai 1963 et, de 1962 à 1967, c’est toute la partie située à l’est qui est adjointe ainsi qu’une nouvelle sacristie plus importante.
En 1989, à cause de l'état déplorable de la toiture, elle est entièrement reconstruite. Un carillon composé de trois cloches suspendues à une poutre se trouve à l'extérieur, devant la porte d'entrée.
Dès 2016, avec le projet naissant des jardins de Cala, un espace de transition entre le parc du Souvenir et l’avenue de la Résistance, articulée autour d’une nouvelle église dont l'entrée donnera sur ces jardins. La destruction de la chapelle devenu trop petite pour accueillir l’ensemble des paroissiens, est programmée.

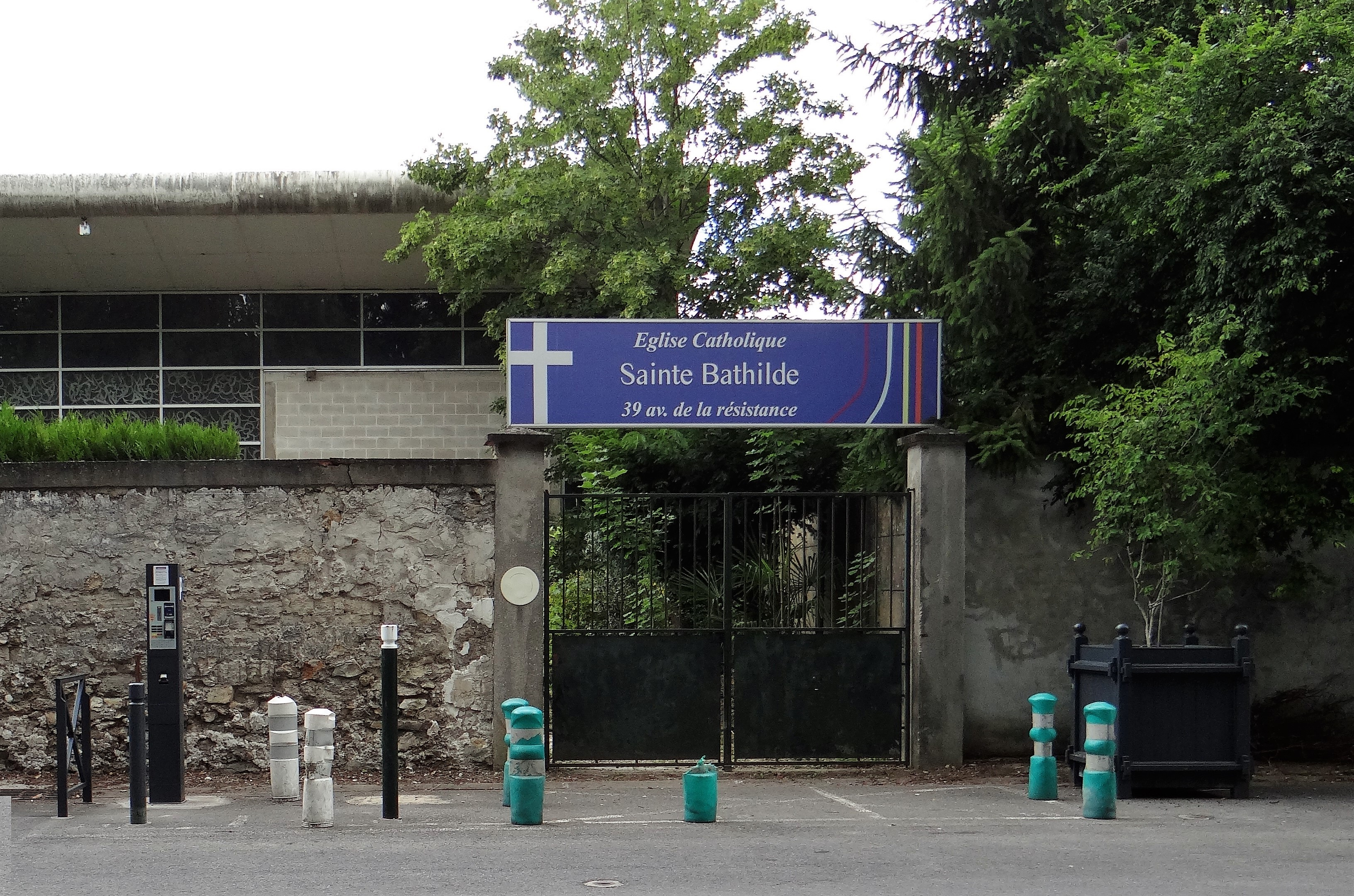
Entrée de la chapelle coté parc du Souvenir.
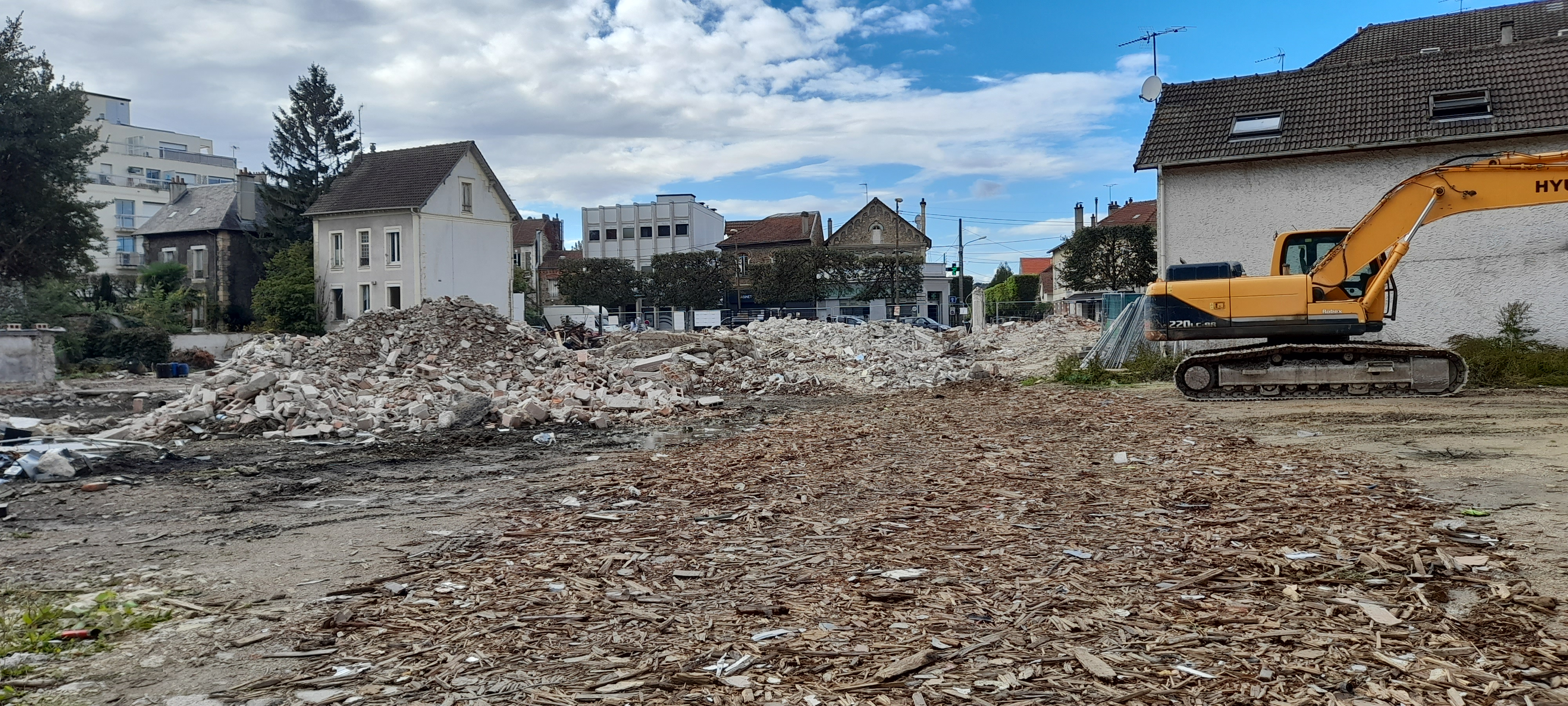
Destruction de la chapelle, vu coté parc du Souvenir.

Elle est désacralisée le 7 juin 2021, puis détruite à partir de juin 2021.
Pour remplacer la chapelle Ste Bathilde, le diocèse de Meaux a prévu la construction d'un centre ecclésial, avec une église d’une capacité d’accueil de 800 personnes.

## Architecture
La chapelle était orientée à l'est sur un plan allongé et un chevet plat.

## Vitraux  et mobilier

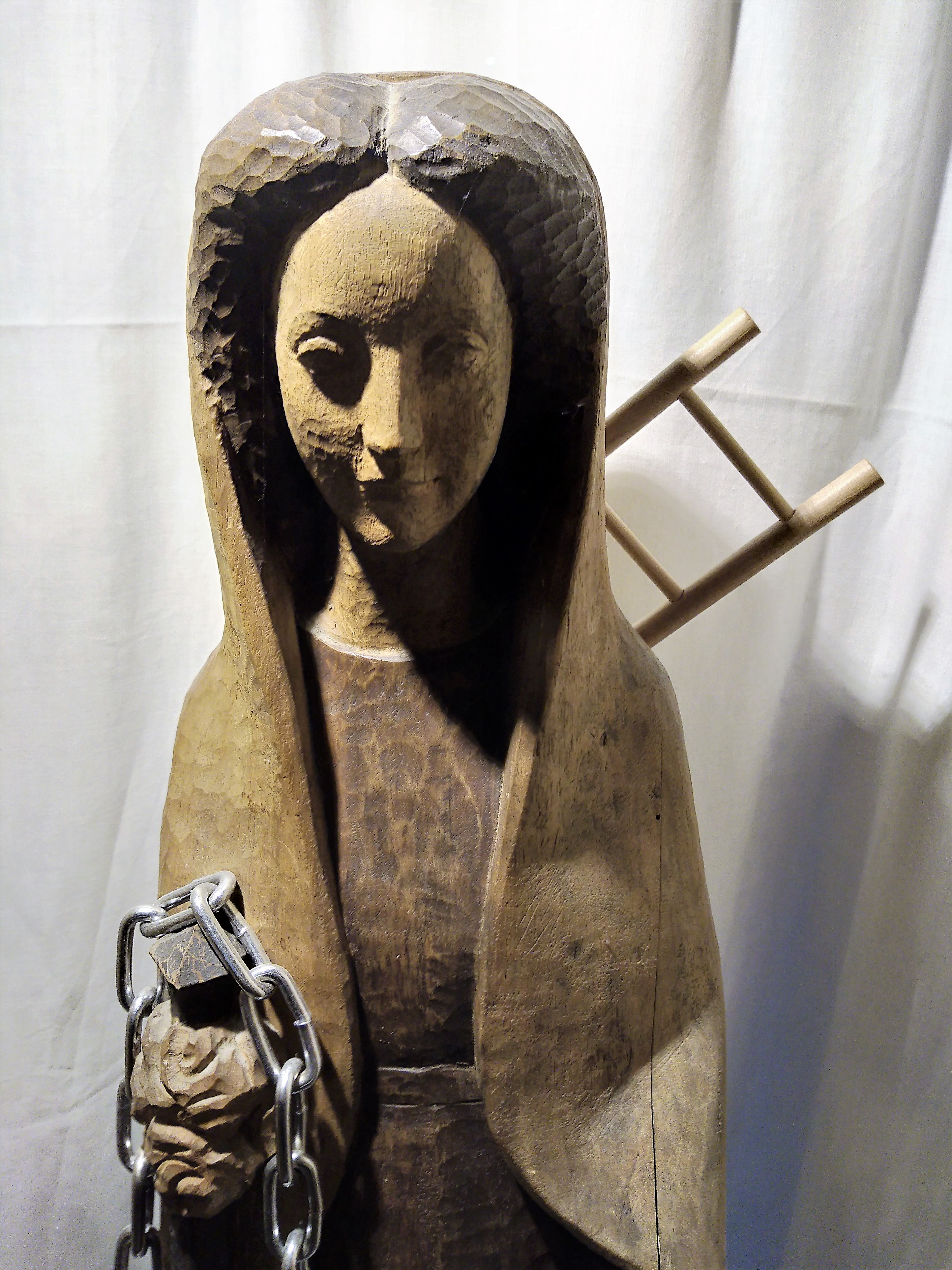
Châsse des pains de Bathilde.

En 1998, des vitraux furent posés côté parc et côté rue. 
À l'intérieur, on pouvait voir deux vitraux, deux reliquaires, les sculptures en bois de Saint Joseph, la Vierge à l'enfant, Sainte Bathilde et un bas-relief représentant Saint Georges.